# Kanton Largentière
Largentière is een voormalig kanton van het Franse departement Ardèche. Het kanton maakte deel uit van het arrondissement Largentière. Het werd opgeheven bij decreet van 13 februari 2014 met uitwerking op 22 maart 2015. De gemeenten werden toegevoegd aan het kanton Vallon-Pont-d'Arc met uitzondering van Rocles en Vinezac, die respectievelijk werden opgenomen in de nieuwe kantons Cévennes ardéchoises en Aubenas-2.

## Gemeenten

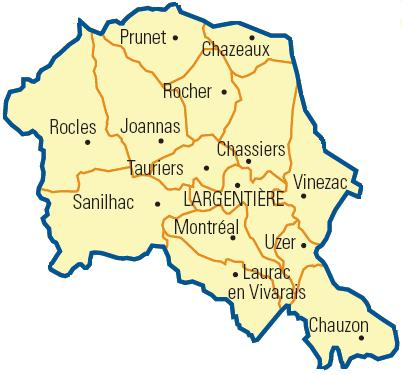
Ligging van gemeenten in het kanton

Het kanton Largentière omvatte de volgende gemeenten:
- Chassiers
- Chauzon
- Chazeaux
- Joannas
- Largentière (hoofdplaats)
- Laurac-en-Vivarais
- Montréal
- Prunet
- Rocher
- Rocles
- Sanilhac
- Tauriers
- Uzer
- Vinezac